# Faklofen
Faklofen (fosfonobaklofen) je selektivni antagonist GABAB receptora.